# حسام مجرشي
حسام مجرشي مواليد 16 أغسطس 1991 في جدة ، السعودية، هو لاعب كرة قدم سعودي في نادي عفيف.

## مسيرة اللاعب
لعب سابقاً في نادي الاتحاد والنادي الأهلي في الفئات السنية و بعدها لعب مع نادي جدة ونادي نجران ونادي الوطني ونادي الشعلة ونادي النجوم ونادي مضر ونادي القوس ونادي عفيف.